# Rosenstraße (München)
Koordinaten: 48° 8′ 13,2″ N, 11° 34′ 28,6″ O
Die Rosenstraße in München ist die direkte Verbindung vom Marienplatz zur Sendlinger Straße. Sie gehört zu den führenden Einkaufsstraßen Münchens und ist Teil der Fußgängerzone in der Münchner Altstadt.

## Geschichte
Die Rosenstraße gehört seit 1368 zum Stadtbild der Innenstadt. Die Straßenbezeichnung geht möglicherweise auf ein Marienbild aus dem 18. Jahrhundert am südlichsten  Eckhaus dieser Straße mit dem Namen Rosa mystica zurück. Bis heute hat sich für diesen Straßenteil die Bezeichnung Roseneck erhalten. Der Straßenzug ist Teil der in Nord-Süd-Richtung verlaufenden mittelalterlichen Fernhandelsstraße, die bereits bei der Stadtgründung im 12. Jahrhundert existierte und sich am Marienplatz mit der in Ost-West-Richtung verlaufenden Salzstraße kreuzte. Historisch wurde sie von der heutigen Sendlinger Straße durch das Innere Sendlinger Tor (1175) getrennt, das hier die Stadtbegrenzung markierte.

## Straßenverlauf
Die Rosenstraße beginnt am Marienplatz und ist gewissermaßen die Verlängerung der nördlich gelegenen Weinstraße. Am südlichen Ende geht der Rindermarkt ab und die Rosenstraße mündet in die Sendlinger Straße. Hauptmagnete in der Rosenstraße sind der FlashipStore von Apple und das Sporthaus Schuster. Zu Beginn der Rosenstraße, jedoch mit der Hausnummer Marienplatz 28, befindet sich der Eingang zum Café Glockenspiel im 4. Stock.

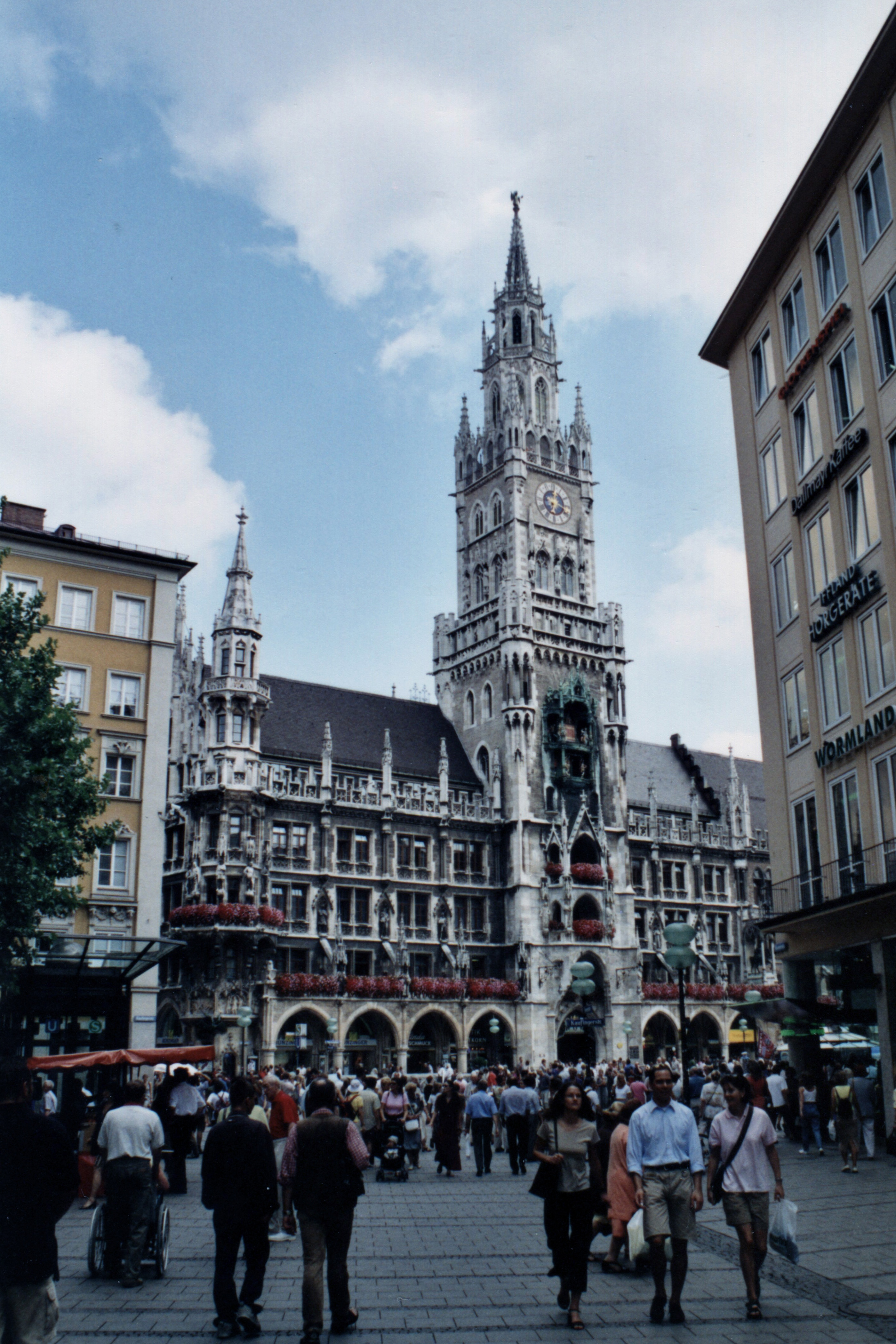
Blick von der Rosenstraße auf den Marienplatz mit dem Neuen Rathaus
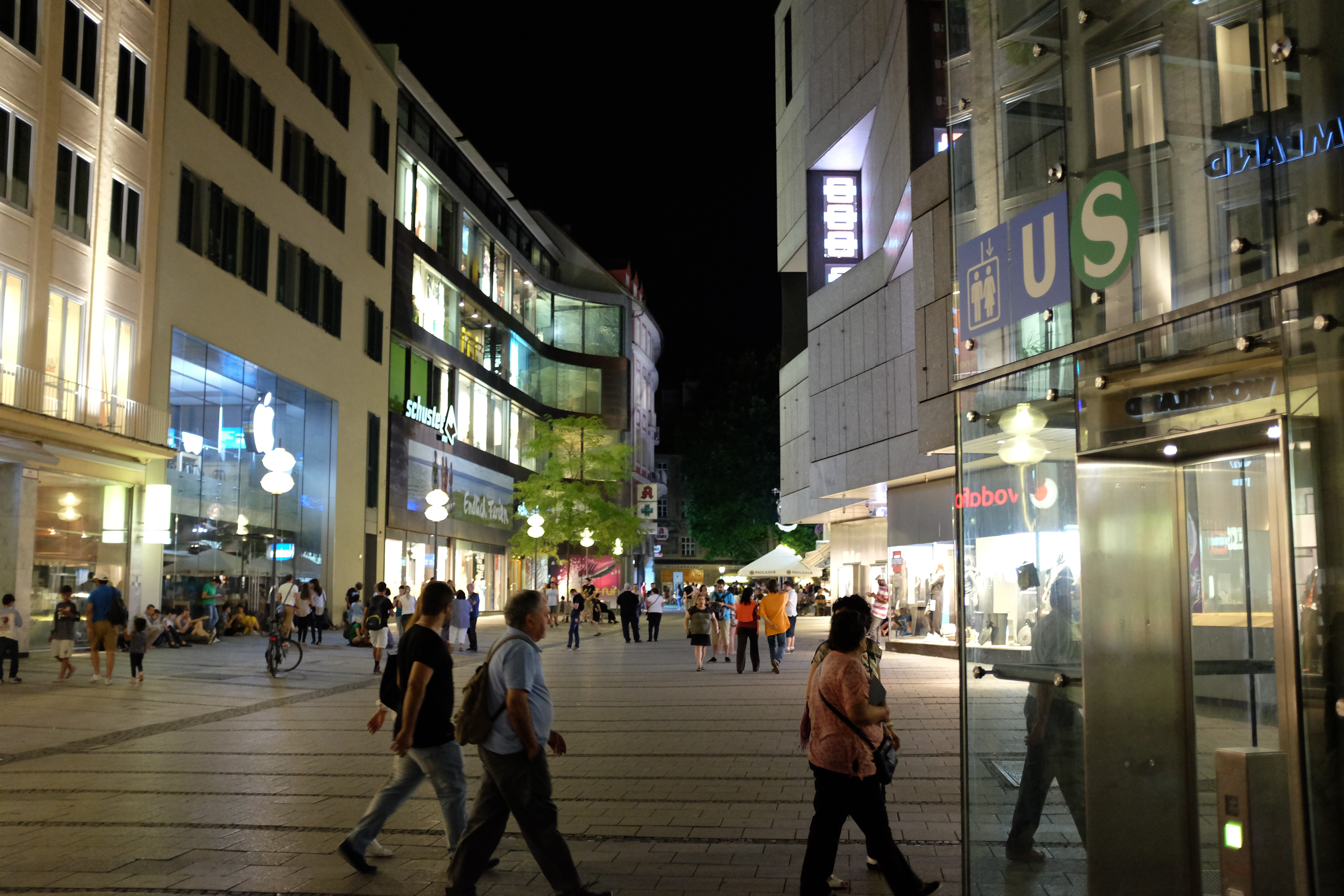
Fußgängerzone Rosenstraße; links der Apple-Store und das Sporthaus Schuster, rechts der Kaufhof
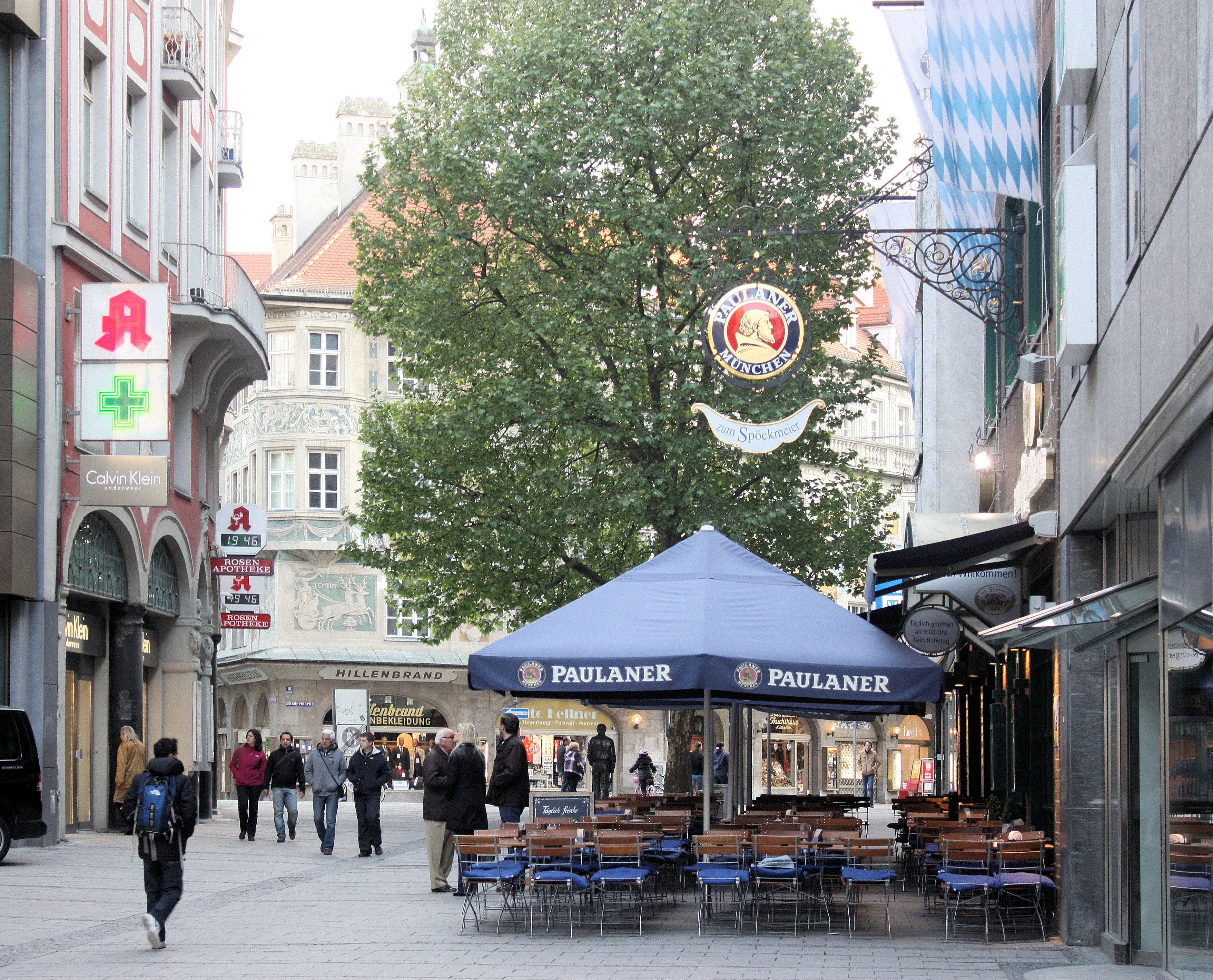
Straßengastronomie (Spöckmeier) in der Rosenstraße
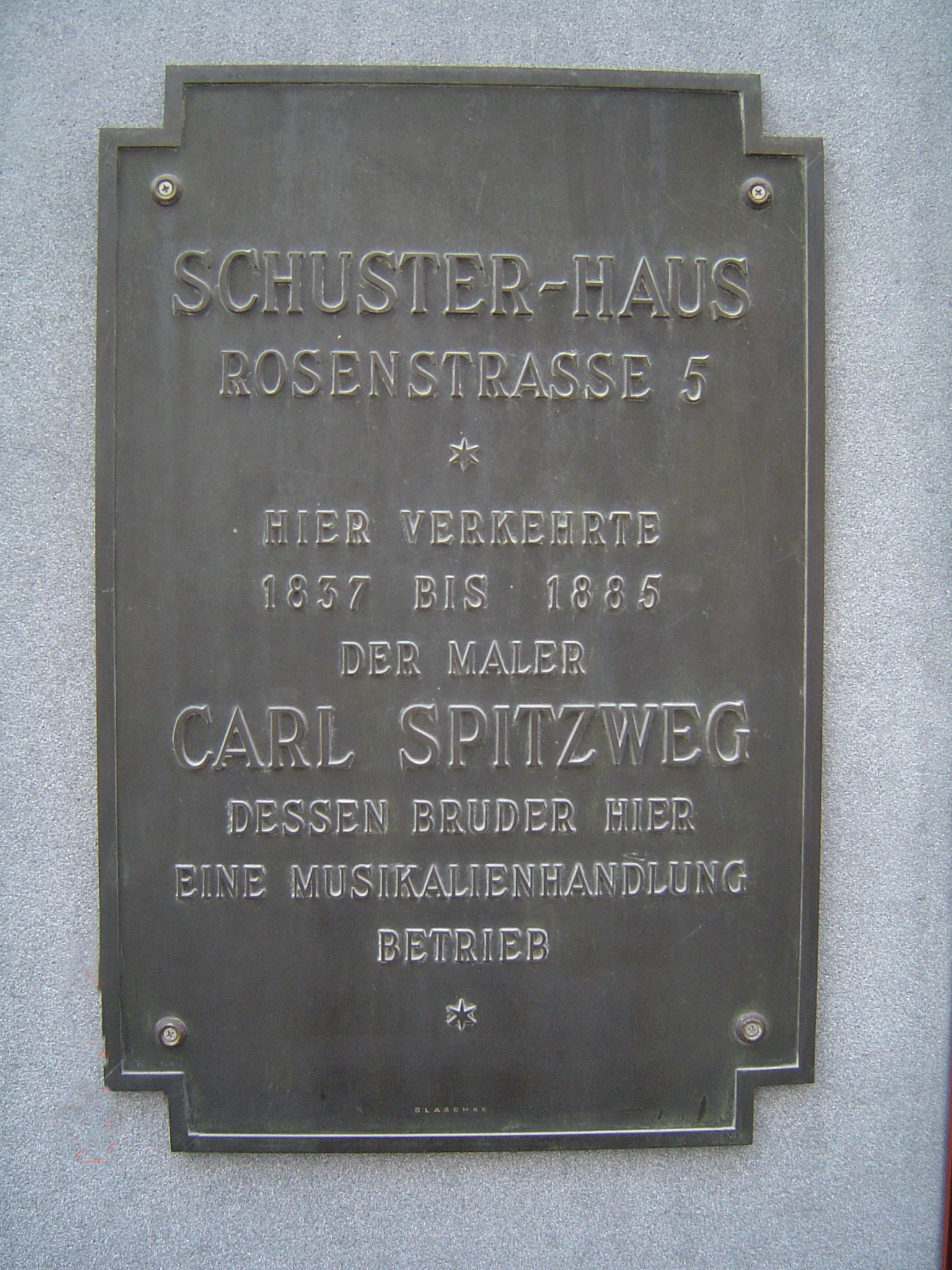
Gedenktafel an Carl Spitzweg am Gebäude Rosenstraße 5
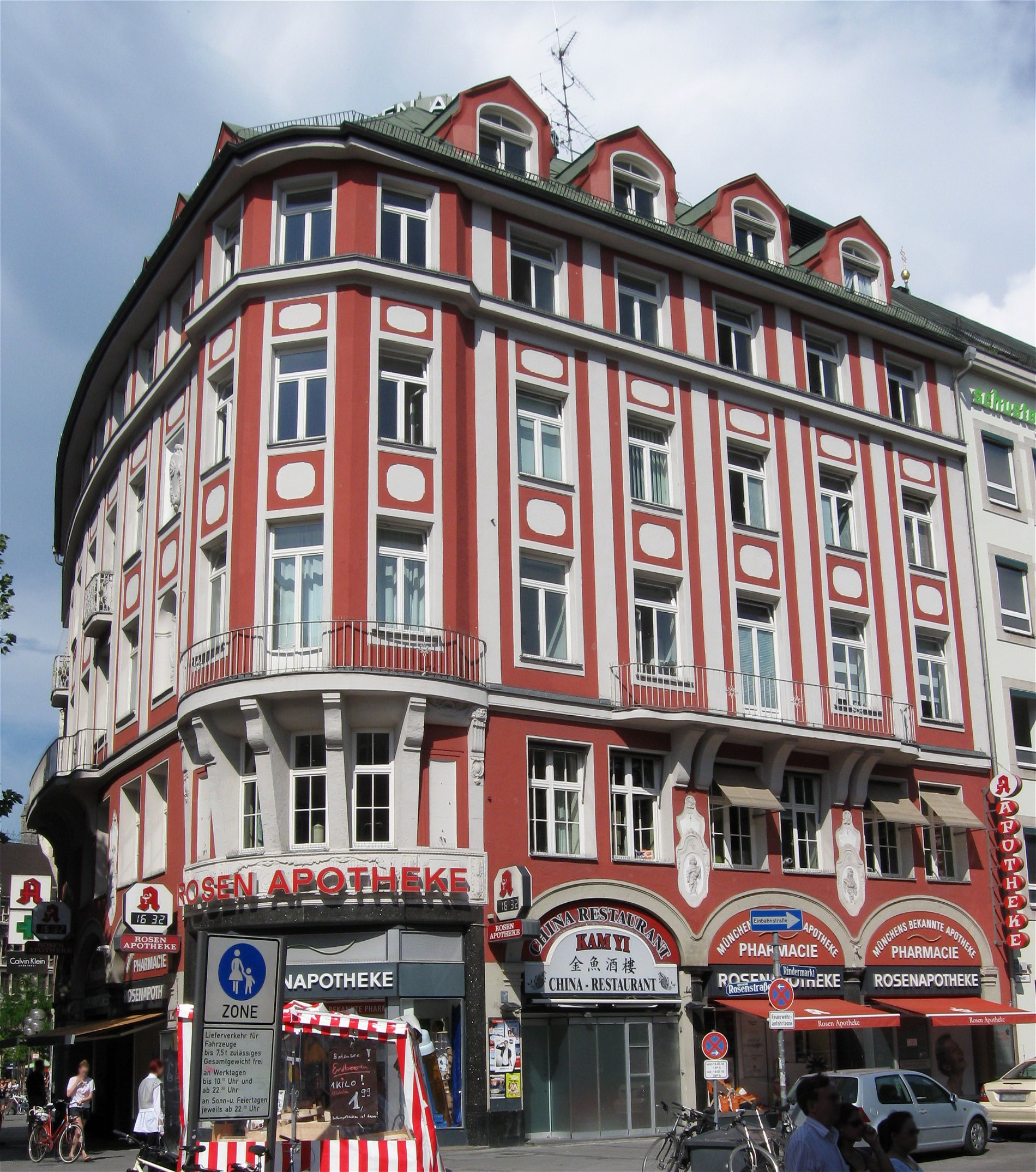
Rosenstraße 6, mit Rosen-Apotheke, Eckbau in barockisierenden Formen, 1909–1910
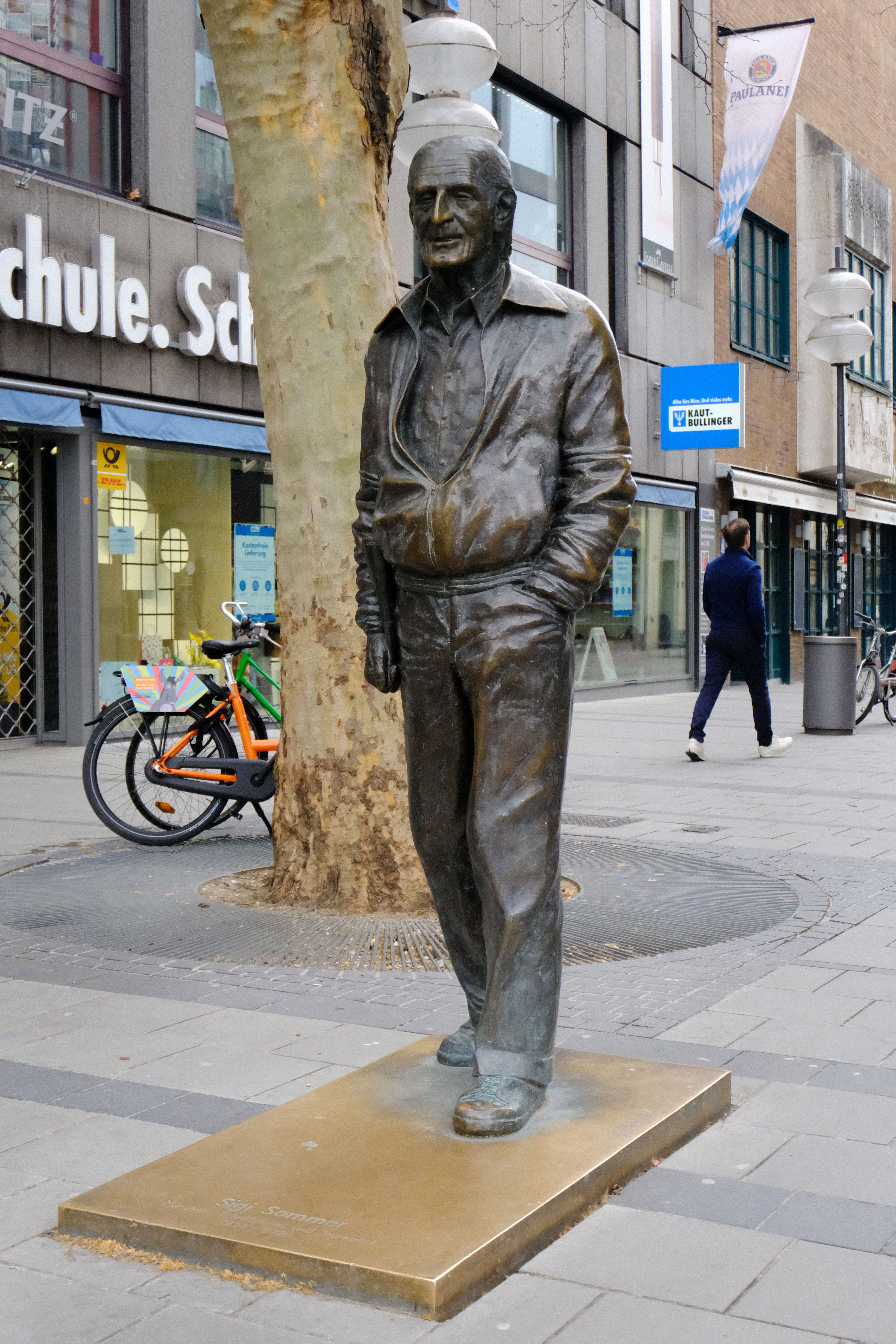
Bronzestatue „Der Spaziergänger“ für den Autor Siegfried Sommer (Blasius) am Roseneck in der Rosenstraße
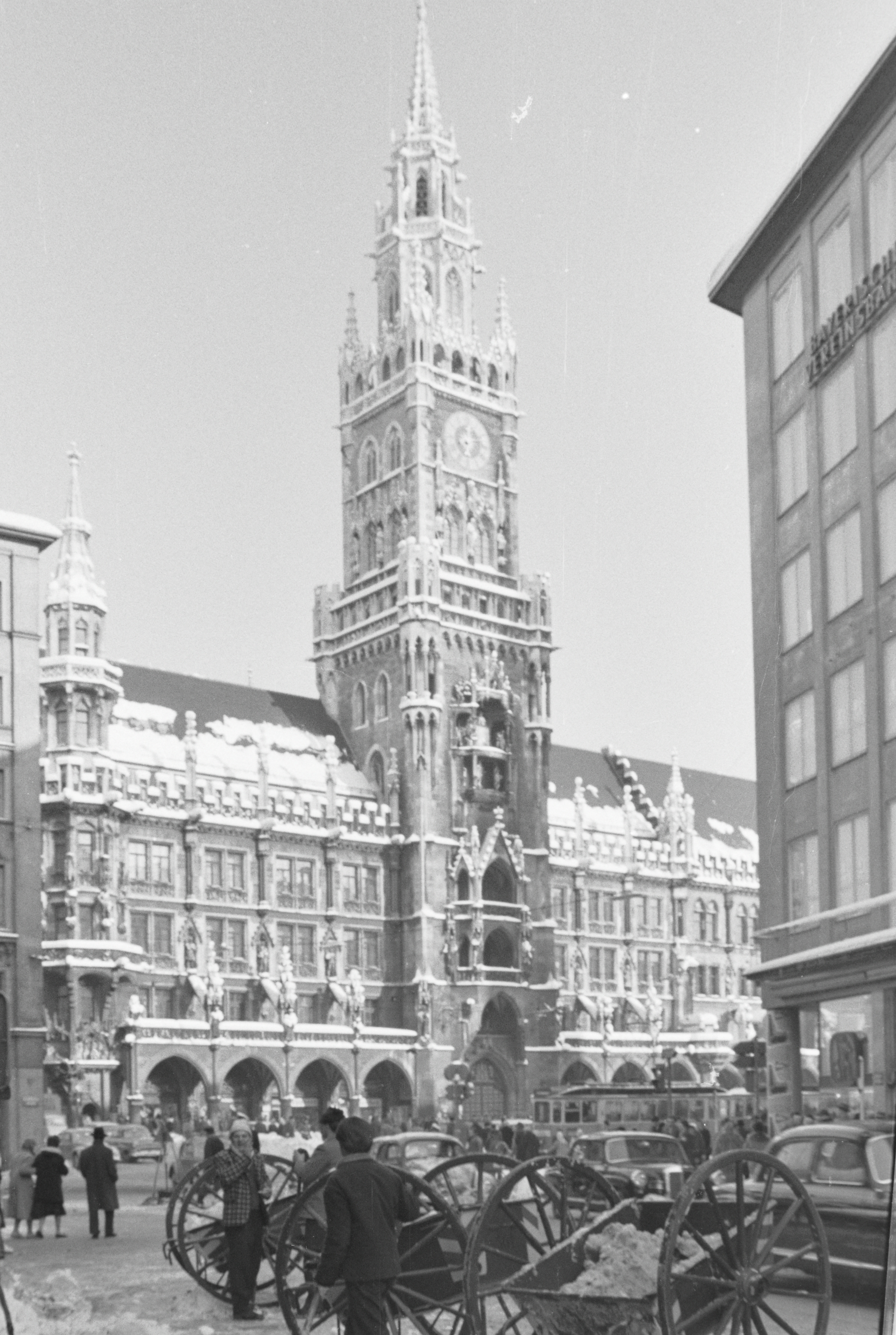
Blick von der Rosenstraße zum Neuen Rathaus, 1959
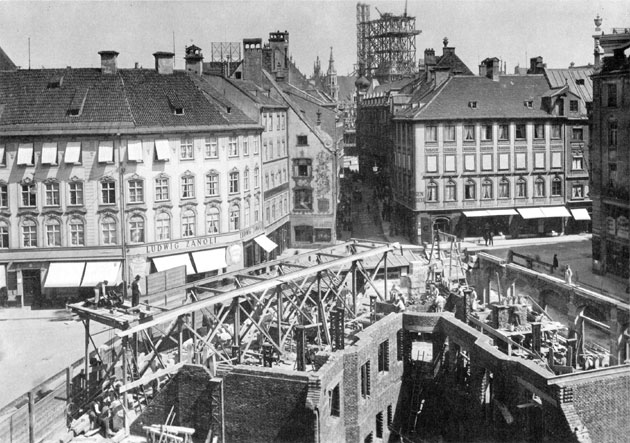
Das Roseneck 1903, südliches Ende der Rosenstraße
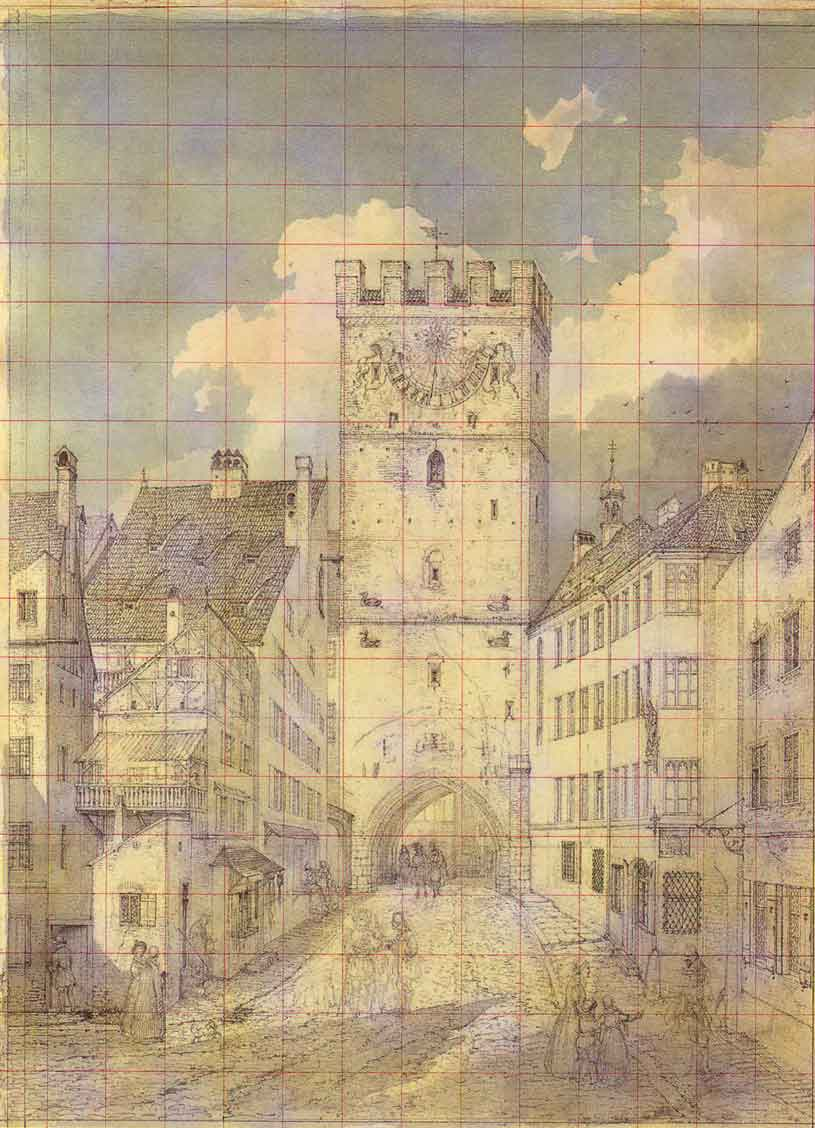
Inneres Sendlinger Tor – Historisches Ende der Rosenstraße